# 日光社参

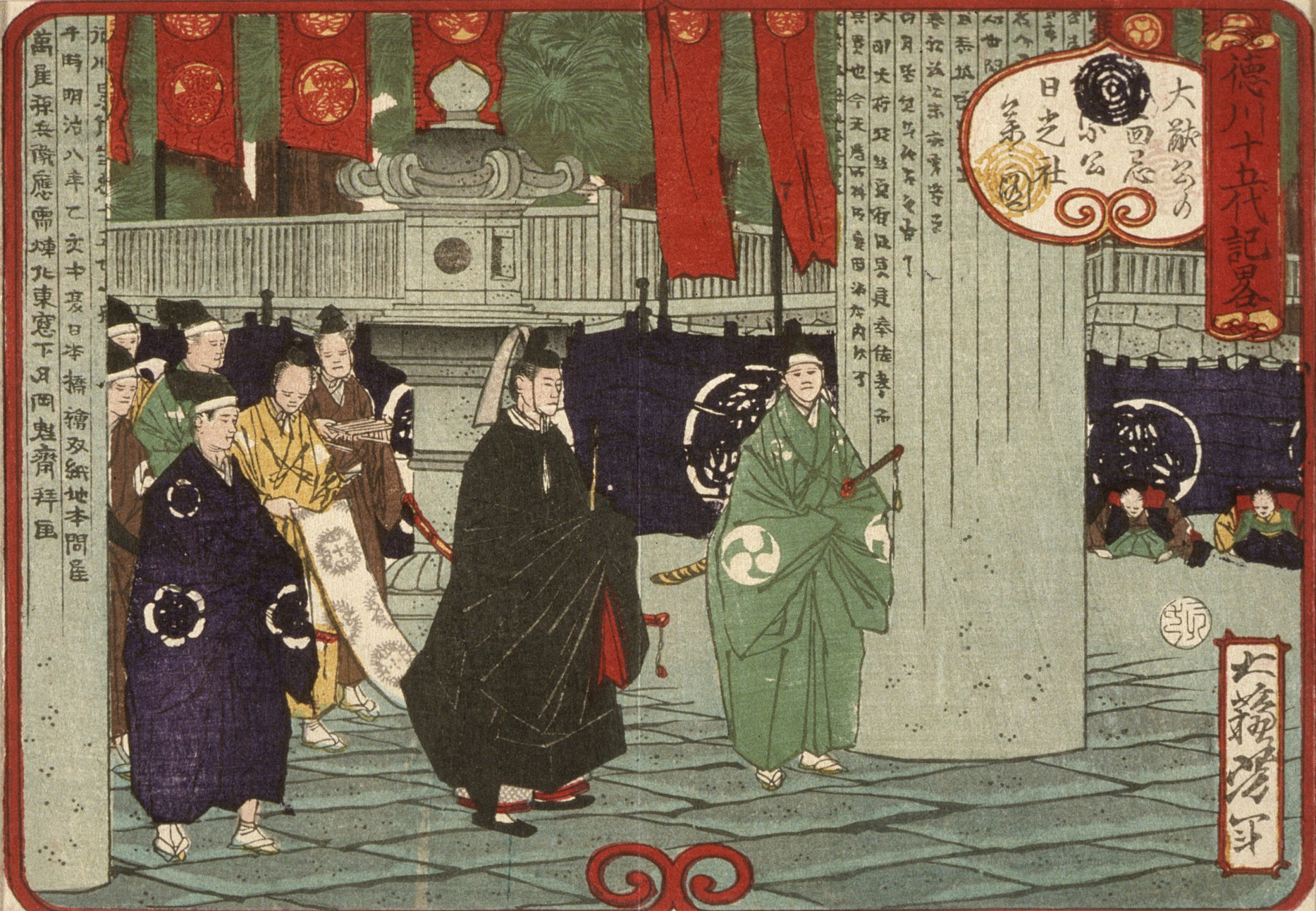
大蘇芳年筆『徳川十五代記略』「大猷公の十三回忌綱家公日光社参上図」。寛文3年（1663年）4月に徳川家綱が父・徳川家光の十三回忌に合わせて行った日光社参を描く。

日光社参 （にっこうしゃさん）は、一般には日光東照宮に参拝することを意味する語。また、日本史の用語としては、特に江戸時代に徳川将軍家が挙行した行事を指す。
江戸幕府の将軍あるいは大御所・大納言（将軍嫡子）が、幕府を創始した東照大権現（徳川家康）を祀る日光東照宮へ参拝する日光社参は、江戸時代を通じて合計19回実施された。社参した将軍は（大納言や大御所の時期に行ったのも含めると）、2代秀忠（4回）、3代家光（10回）、4代家綱（2回）、8代吉宗（1回）、10代家治（1回）、12代家慶（1回）の6名で、そのうち16回が家綱の時期までに集中し、特に家光は10回と歴代将軍の中で最多である。
将軍の日光社参には大名や旗本をはじめ、莫大な数の人馬が供奉した。例えば、安永5年（1776年）の10代家治の社参では、行列の先頭が日光にあるとき、最後尾はまだ江戸にあったとも言われている。これほどの大事業を成し遂げることは、徳川家の権威を大名から庶民に至るまで広く知らしめる効果が絶大であったが、要する経費も膨大であり、4代家綱の後に幕府財政が悪化するとその頻度は低下していった。また、近在の農村にも人馬徴発が課されたが、日光社参の時期は農繁期に重なることが多く、大きな負担になっていた。

## 行程
主に徳川家康の命日である4月17日に参拝するように実施された。主に用いられた行程は次の通りである。
江戸城を発つと、まず日光御成道を進み、初日は岩槻城に宿泊した。2日目は幸手宿近くで日光街道（日光道中）に入り古河城に宿泊、3日目は宇都宮城に宿泊したのち、4日目に日光に到着した。日光には連泊し、復路は往路を逆に辿る合計8泊9日の行程であった。
家綱のころまでの復路では、今市宿から壬生通り（日光壬生道、日光西街道）に入り、宇都宮城の代わりに壬生城に宿泊することもあった。

### 日光社参のコース
日光社参には主に以下の3つのコースがあったといわれている。
1. 日光御成道を通り、幸手で日光街道に入り、日光に至る。帰路も同コース。このコースが一番多く使われた[2]。
2. 往路は先のコースと同じ。復路は今市より壬生道に入り、鹿沼・壬生を経て小山で日光街道に入り、以下先のコースと同じ[2]。
3. 慶安2年（1649年）、大納言家綱社参の場合だけで、日光街道を千住を経て越ヶ谷に至る。日光街道はこれより春日部・杉戸を経て幸手に向かうが、別路をとって岩槻に行き宿泊、以下日光への経路および帰路は1と同じという[2]。

## 年表
- 元和3年（1617年） - 3月に日光東照宮竣工。4月に将軍徳川秀忠が社参（最初の日光社参）。
- 元和5年（1619年）10月 - 将軍秀忠が社参。
- 元和8年（1622年）4月 - 将軍秀忠が社参。
- 元和9年（1623年）4月 - 大納言徳川家光が社参。
- 寛永2年（1625年）7月 - 将軍家光が社参。
- 寛永5年（1628年）4月 - 大御所秀忠、将軍家光が社参。
- 寛永6年（1629年）4月 - 将軍家光が社参。
- 寛永9年（1632年）4月 - 将軍家光が社参（服喪により遥拝）。
- 寛永11年（1634年）9月 - 将軍家光が社参。
- 寛永13年（1636年）4月 - 将軍家光が社参。
- 寛永17年（1640年）4月 - 将軍家光が社参。
- 寛永19年（1642年）4月 - 将軍家光が社参。
- 慶安元年（1648年）4月 - 将軍家光が社参。
- 慶安2年（1649年）4月 - 大納言徳川家綱が社参。
- 寛文3年（1663年）4月 - 将軍家綱が社参。
- 享保13年（1728年）4月 - 将軍徳川吉宗が社参。
- 安永5年（1776年）4月 - 将軍徳川家治が社参。
- 天保14年（1843年）4月 - 将軍徳川家慶が社参（最後の日光社参）。